# Fundación Mediterránea
La Fundación Mediterránea - IERAL es un laboratorio de ideas (think tank) argentino con base en la ciudad de Córdoba y presencia en otras regiones del país.

## Historia
En 1969 se crea la Comisión de Estudios Económicos y Sociales (CEES), que puede verse como el primer antecedente de la Fundación Mediterránea (FM). La FM es creada formalmente el 6 de julio de 1977 en la ciudad de Córdoba, Argentina. Surge como una iniciativa de Piero Astori, quien convocó a 34 empresas de la provincia para formar una fundación dedicada a la investigación de los problemas económicos de Argentina y Latinoamérica.
La fundación lleva adelante sus tareas de investigación a través del Instituto de Estudios Económicos sobre la Realidad Argentina y Latinoamericana (IERAL). En un principio sus investigaciones estaban orientadas principalmente al ámbito provincial y varios de sus técnicos ocuparon puestos en el gobierno de Eduardo Angeloz.
En 1979 celebraron un acuerdo de investigación con la Secretaría de Coordinación y Programación Económica del Ministerio de Economía comandada por Guillermo Walter Klein. La investigación fue publicada al año siguiente en la revista Estudios, que editaba la fundación y era dirigida por el economista Domingo Cavallo. Hacia el final del gobierno militar, Cavallo se desempeñó como subsecretario legal y técnico del ministerio del Interior (1981) y como presidente del Banco Central (1982). Luego, durante el gobierno de Carlos Menem se desempeñó como canciller (1989-1991) y Ministro de Economía (1991-1996). Durante su gestión, en especial en Economía, designó a una gran cantidad de técnicos de FM-IERAL en el área económica del gobierno.
En 2001 la Fundación Mediterránea hizo un acuerdo con la Fundación de Investigaciones Económicas Latinoamericanas (FIEL) para trabajar en conjunto. El acuerdo fue celebrado entre Manuel Solanet en representación de FIEL y Héctor Paglia por FM.

## Autoridades
FM-IERAL es conducido por:
- Presidente: Sra. María Pía Astori
- Vicepresidente primero: Lic. Marcos Brito
- Vicepresidente segundo: Dr. José Enrique Martín
- Tesorero: Ing. Sergio Oscar Roggio

## Publicaciones
Fundación Mediterránea - IERAL publica las siguientes revistas:
- Novedades Económicas
- Revista Estudios

## Premios y distinciones
- Premio Konex 1988: Fundaciones Educacionales y de Investigación[4]